# Berytinus clavipes
Berytinus clavipes är en insektsart som först beskrevs av Fabricius 1775.  Berytinus clavipes ingår i släktet Berytinus och familjen styltskinnbaggar. Arten är reproducerande i Sverige. Inga underarter finns listade i Catalogue of Life.